# Бабович Сіма Соломонович
Сімха (Сіма) Соломонович Бабович (або Бобович; кар. Х'аджи-Аг'а Сімх'а Бабович; 1790, Євпаторія — 1855, Карасубазар) — відомий караїмський громадський діяч, філантроп і меценат. Захисник свого народу у Російській імперії.
У 1818—1827 роках був міським головою Євпаторії (відомі спогади про те, як він приймав Адама Міцкевича). У 1837 став першим кримським гахамом — вищою духовною особою караїмів.

## Біографія

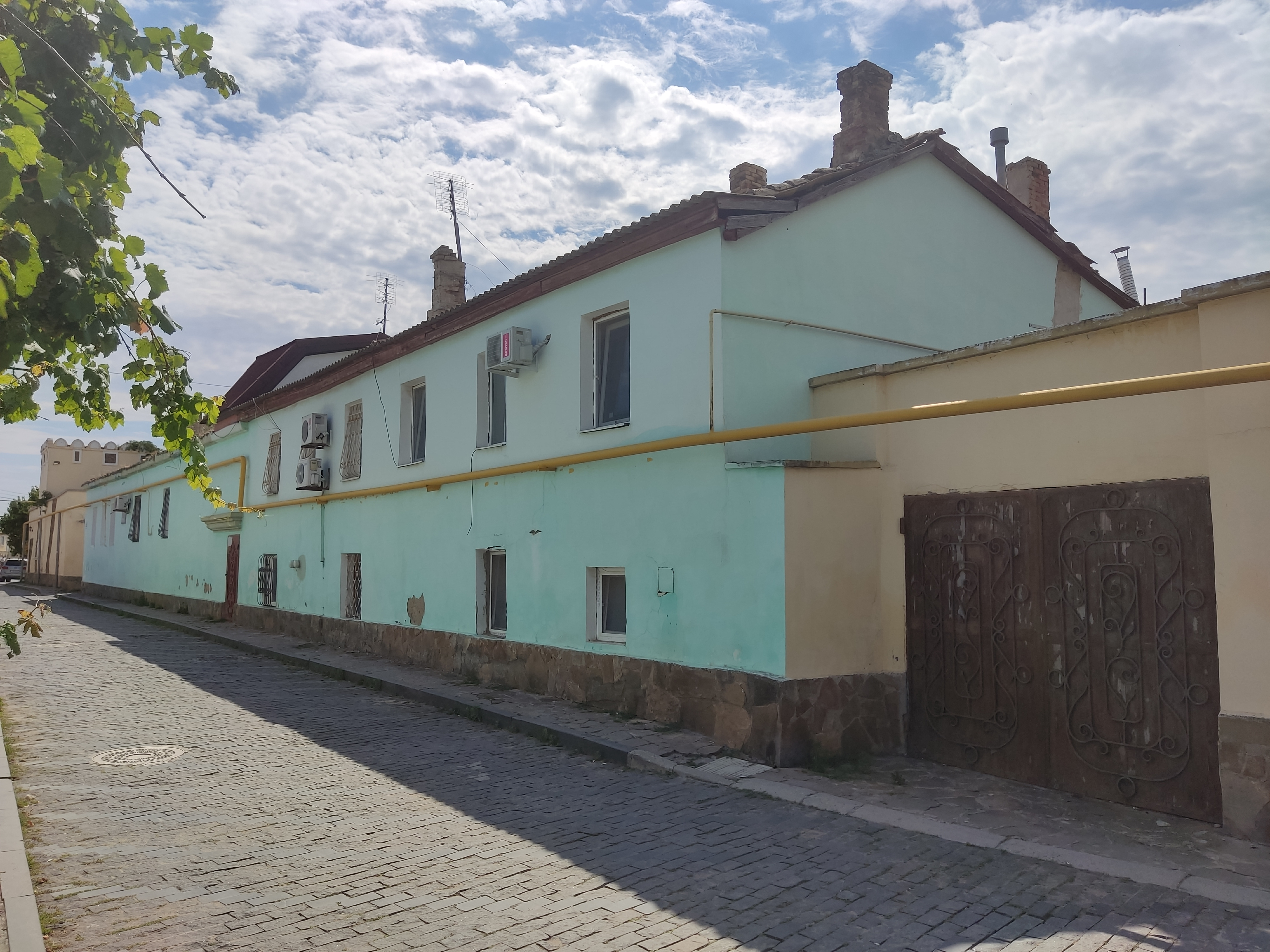
Будинок Бабовича в Євпаторії

Належав до заможної купецької караїмської родини. Син Соломона (Шеломо) Бабакайовича Бабовича на прізвисько «Чабак» (д/н—1812), що був міським головою Євпаторії, меценатом, 1795 року разом зіншими учасниками делегації домігся звільнення караїмів від подвійного опадаткування та сплати рекрутських грошей. Брат Солома — Ільяго — також був міським головою Євпаторії.
Був відомим в Криму комерсантом, володів землями поблизу Карасубазару. Із ним пов'язують спорудження кенаси у Євпаторії та реставрацію ханського палацу в Бахчисараї. Як представник караїмів, Бабович ппроводив зустрічі з російськими можновладцями, зокрема графом Михайлом Воронцовим, спілкувався з вищим духовенством християн і мусульман. Під час перебування Миколи I в Бахчисараї і Джуфт-Кале, супроводжував імператорську фамілію, разом зі взводом караїмів. В будинку Бабовича в Євпаторії, на Караїмській вулиці, перебували Олександр I і Адам Міцкевич (27-28 червня 1825), про що повідомляє меморіальна табличка.
У 1827 році домігся, разом із графом Кочубеєм, скасування у відношенні до караїмів указу Миколи I про притягнення євреїв до відбування військової повинності. Тоді із ним у Петербурзі перебував Йосип-Соломон бен-Мойсей Луцький, котрий описав подорожі у книзі «Іггерет Тешуат Ісраель». На кримській караїмській цю книгу 1840-го року видав Авраам Фіркович. Цю подію згадують щорічно, читаючи дев'ятий розділ книги Вихід, виймаючи Тору і читаючи молитву, написану Луцьким. У 1830 році Сіма Бабович стає «хаджі», разом із Фірковічем їде до Єрусалиму на паломництво. У 1833 році публікується ще й збірка подячних гімнів під назвою «Зівхе Тода». 1835 року домігся від російського уряду зміни назви власного народу з «жидів-караїмів» на «російських караїмів старозаповітної віри».
За сім років у рідному місті він засновує Караїмське духовне правління. Тоді ж (або у 1839) громада обирає його першим гахамом — найвищою духовною особою народу у державі. Разом з цим це змусило його перейти з купця 1-ї гільдії до купців 3-ї гільдії.
1839-го таврійський губернатор Муромцев звернувся до Бабовича з караїмським питанням, за дорученням Бабовича Авраам Фиркович почав шукати витоки народу. Це стало поштовхом усіх майбутніх праць науковця. 1842 року Департамент герольдики Сенату відкинув його прохання отримати почесне громадянство (це вдалося лише 1872 року його братові Бабакаю). 1848 року розробив Шлюбний статут для караїмів, де головним було затвердження шетару (шлюбного договору) гахамом. Проте за життя Бабовича він не був затверджений синодом.

## Майно
Був одним з багатших землевласників Криму. Більшість маєтків перебувало в Євпаторійському та Сімферопольському повітах. Основою був Гон-Яфе (Чудовий сад) площею більше 5 тис. десятин і вартістю 174580 срібних карб. Іншими були Донузлав-Кичак (500 десятин), Курулу, Отар, Актачі, Дорт-Сакал, Шейх-Елі, Той-Тобе, Карама, Кая-Дермене, Келечі, Карлав, Лез, Тобе-Чокрак (сьогодні частина села Родникове), Тарханлар, Челем. В Євпаторії володів великим будинком, постоялим двором, магазинами, кав'ярнею, бузнею (солеварнею). Втім до 1855 року 15 його маєтків опинилися під адміністративною опікою за не виплату казенних боргів